# L’Esquirol
L’Esquirol (spanisch Esquirol, bis 2014: Santa María de Corcó) ist eine katalanische Gemeinde (Municipio) mit 2.277 Einwohnern (Stand: 2024) in der Provinz Barcelona im Nordosten Spaniens. Sie liegt in der Comarca Osona. Neben dem Hauptort besteht die Gemeinde aus den Ortschaften San Martín Sescorts, San Julián de Cabrera und Cantonigrós.

## Geographie
L’Esquirol liegt etwa 70 Kilometer nordnordöstlich von Barcelona in einer Höhe von ca. 695 m. 

## Demografie
| 1900 | 1930 | 1950 | 1970 | 1981 | 1991 | 2001 | 2011 | 2021 |
| ---- | ---- | ---- | ---- | ---- | ---- | ---- | ---- | ---- |
| 1537 | 2252 | 2211 | 2028 | 1997 | 1895 | 2126 | 2216 | 2198 |

## Sehenswürdigkeiten

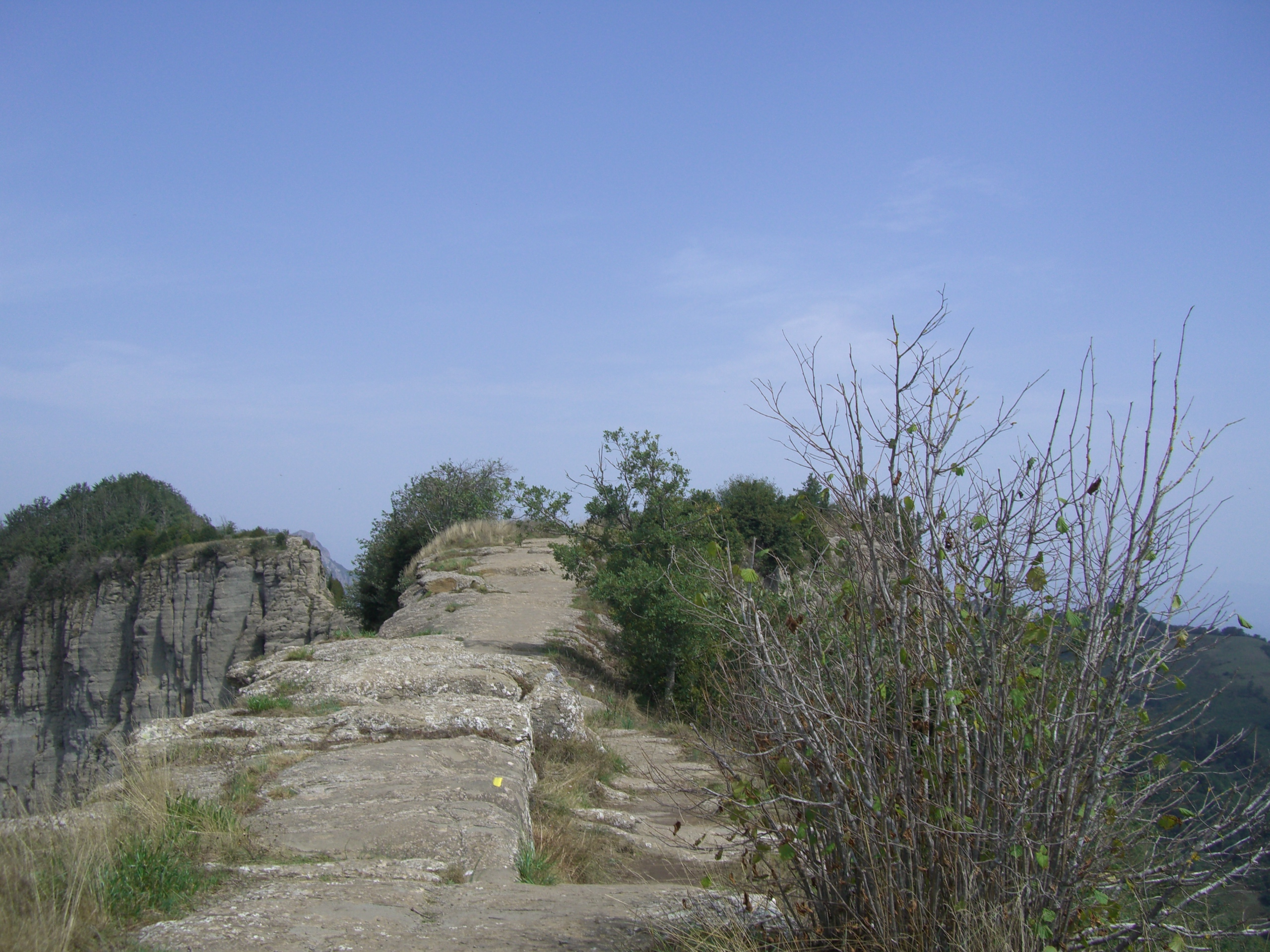
Reste der Burg von Cabrera
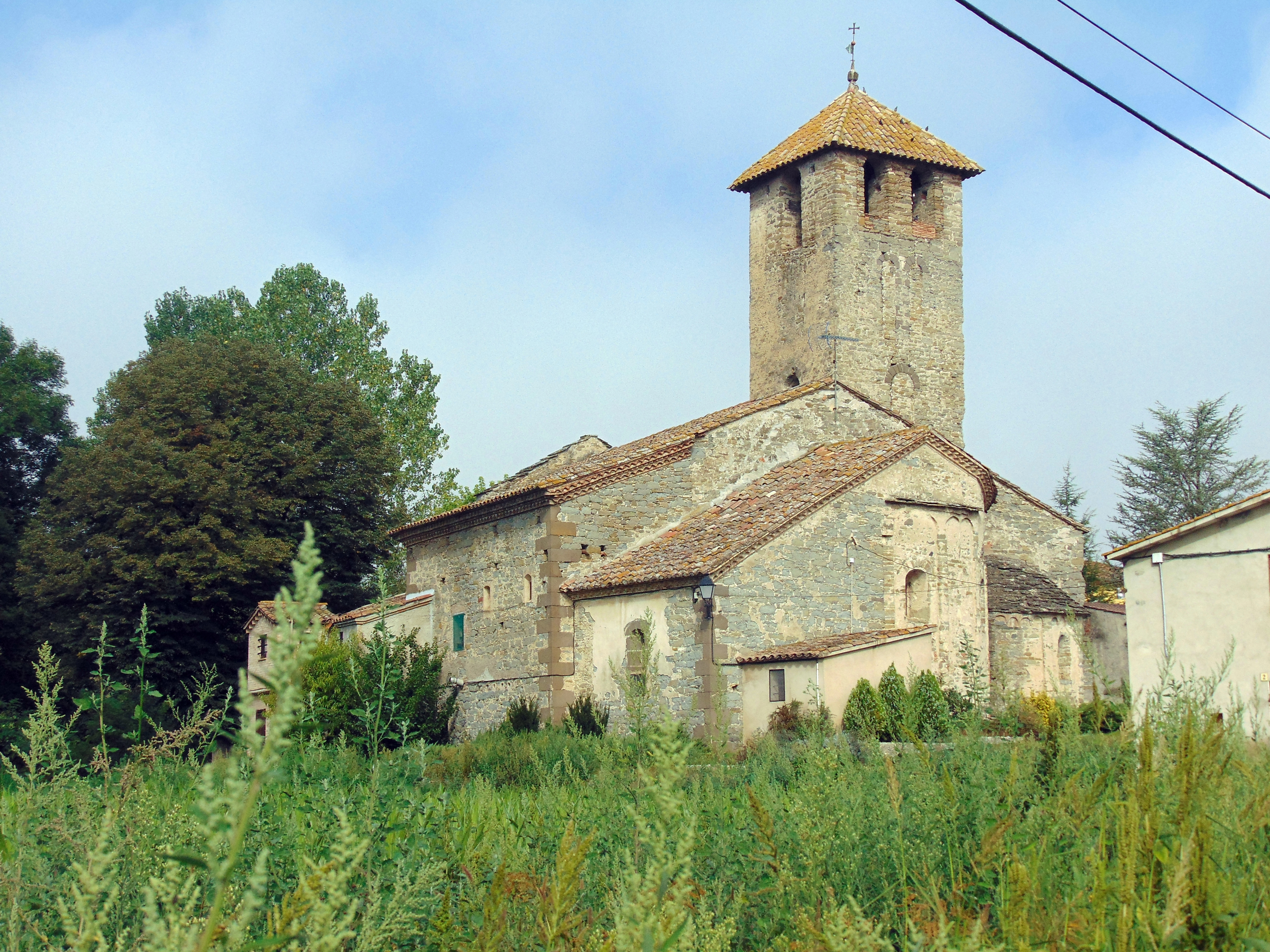
Martinskirche
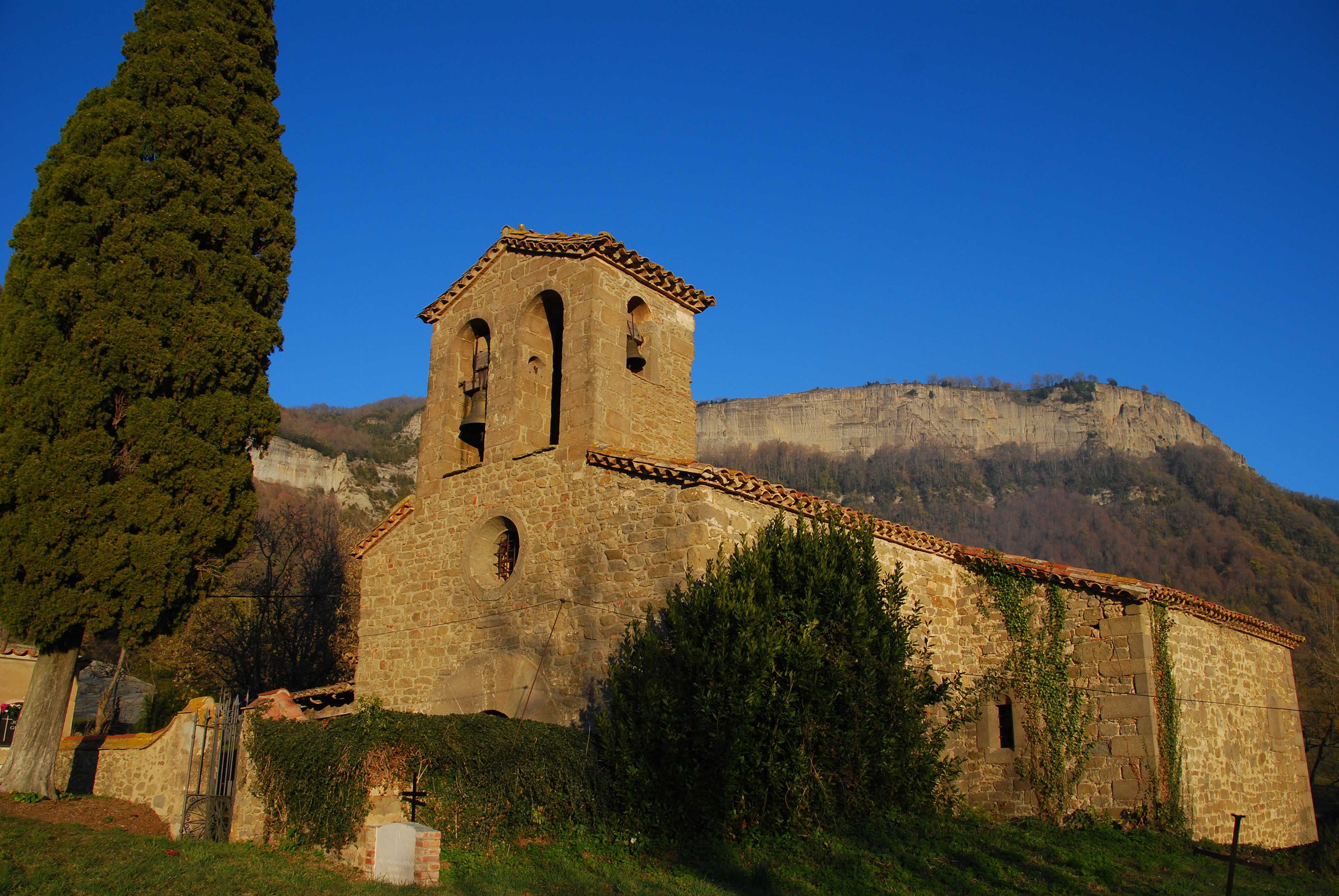
Julianuskirche
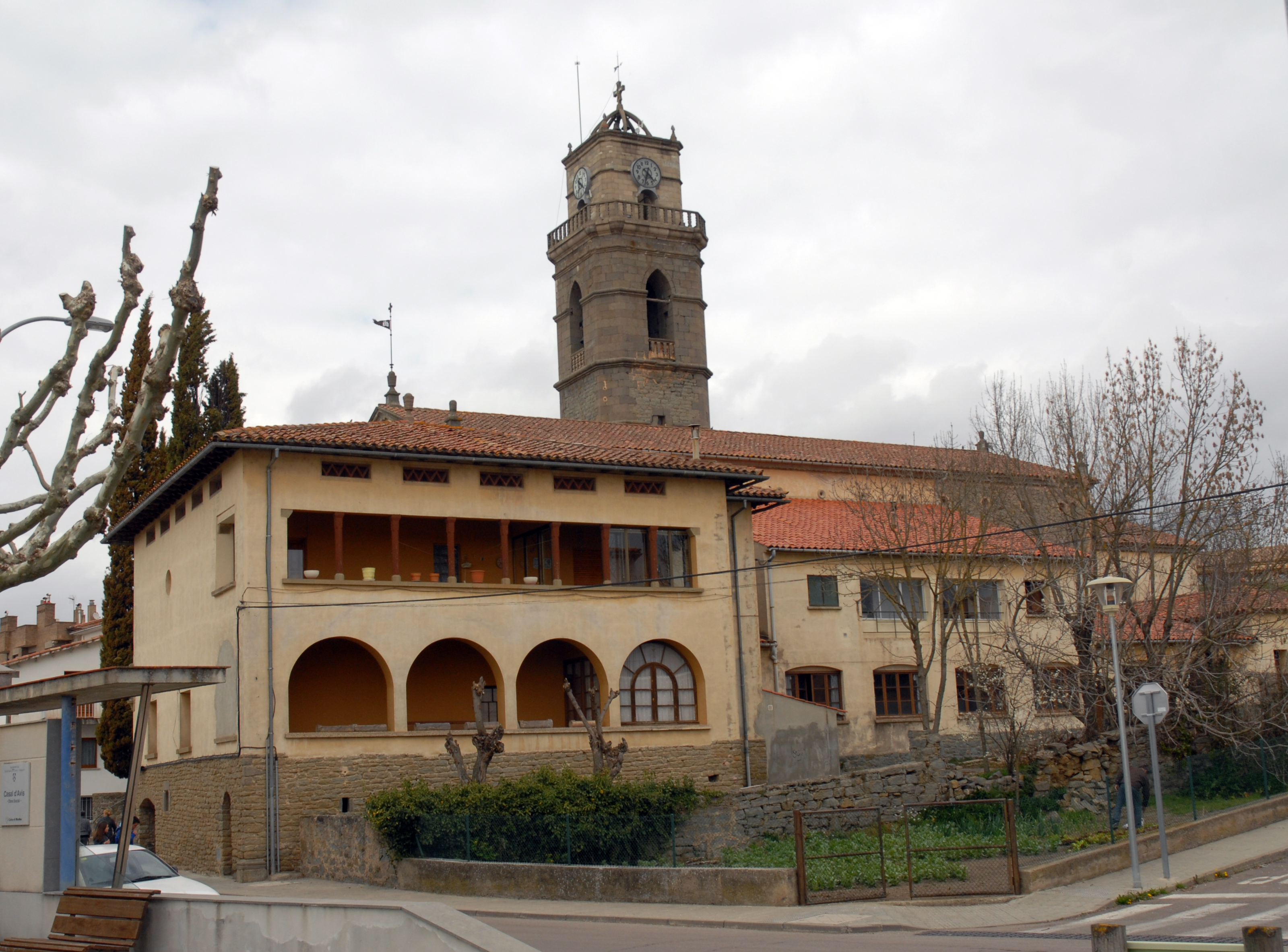
Marienkirche

- Martinskirche (Iglesia de San Martín de Sescorts)
- Julianuskirche (Iglesia de San Julián de Cabrera)
- Marienkirche (Iglesia de Santa Maria de Vilanova)
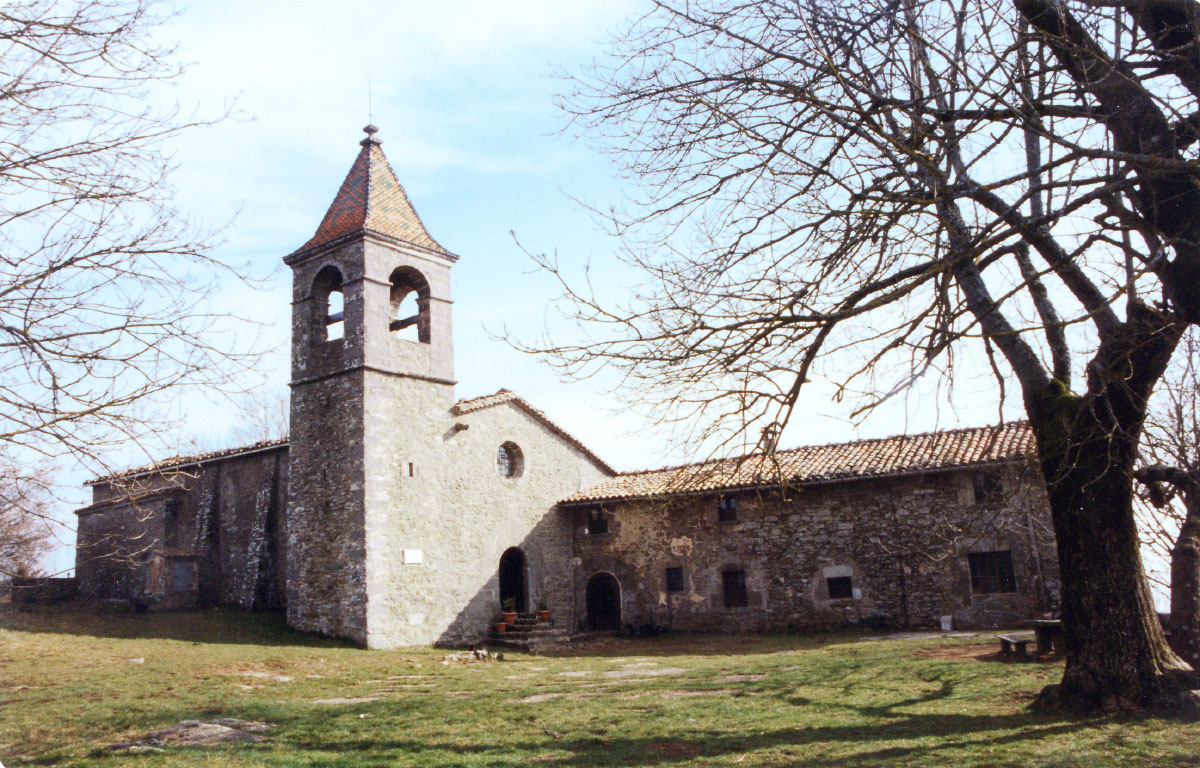
Wallfahrtskirche von Cabrera
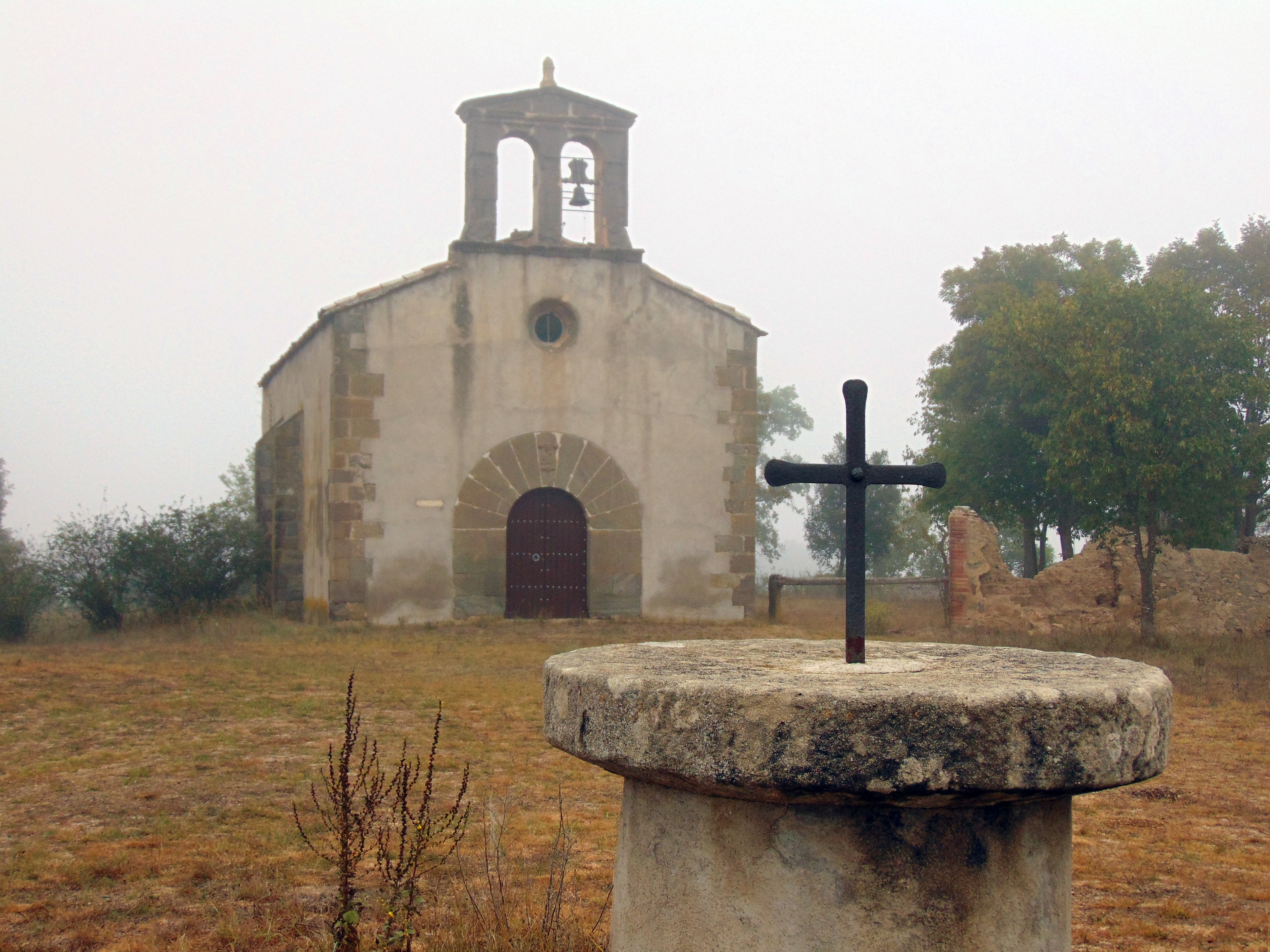
Marienkapelle
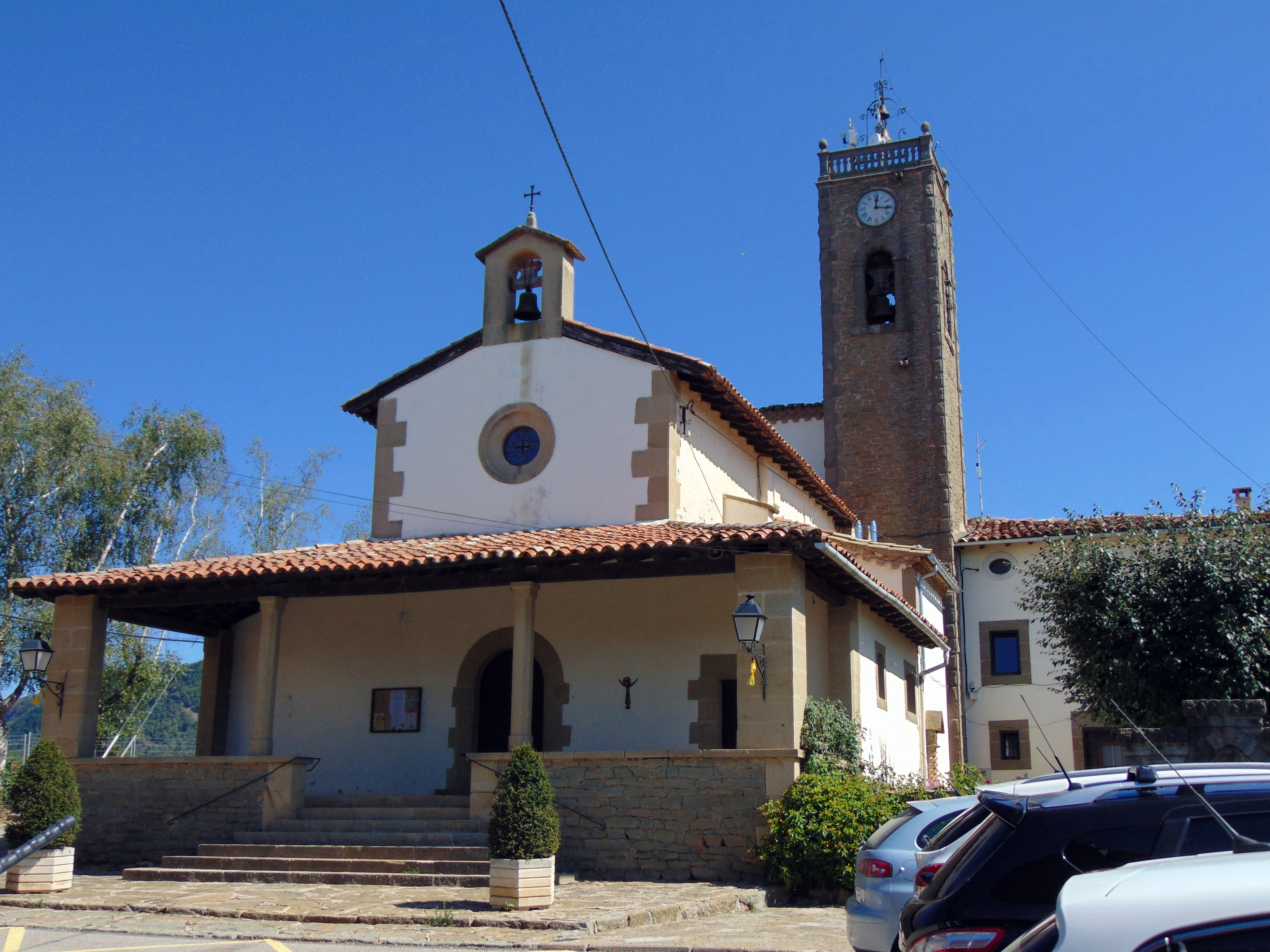
Rochuskapelle
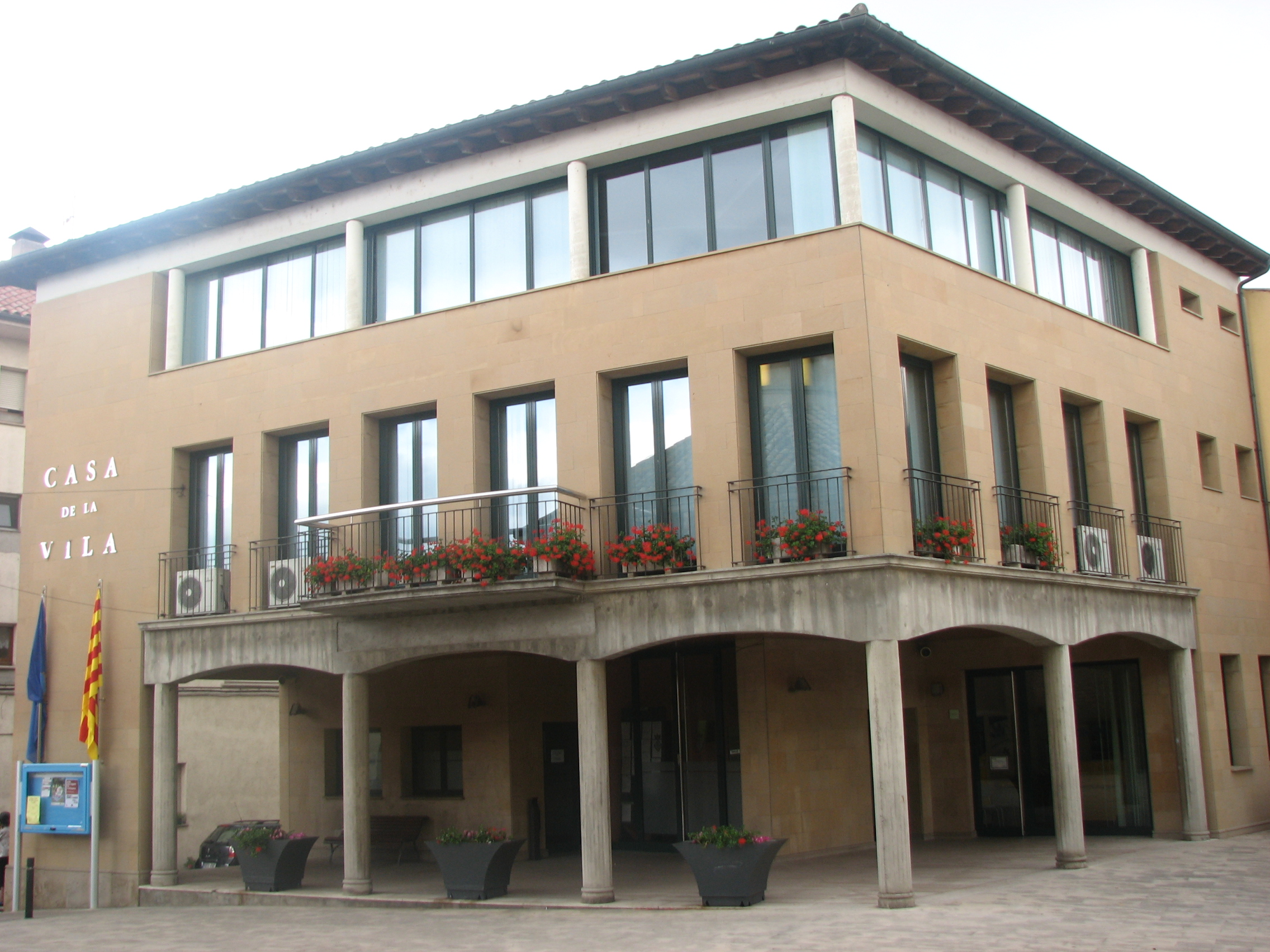
Rathaus

- Reste der Burg von Cabrera
- Martinskirche
- Julianuskirche
- Marienkirche
- Wallfahrtskirche von Cabrera
- Marienkapelle
- Rochuskapelle
- Rathaus